# 5705 Ericsterken
Az 5705 Ericsterken (ideiglenes jelöléssel 1965 UA) a Naprendszer kisbolygóövében található aszteroida. Henri Debehogne fedezte fel 1965. október 21-én.